# Lijst van hoogste gebouwen van Zweden
Dit is een lijst van hoogste gebouwen van Zweden.

## Lijst
In deze lijst staan alle voltooide gebouwen in Zweden, die hoger zijn dan 70 meter. De lijst is gesorteerd op hoogte tot en het dak. In deze lijst worden uitsluitend gebouwen vermeld en geen zendmasten en dergelijke.
| №  | Naam                   | Afbeelding | Plaats         | Hoogte (tot het dak) | Hoogte (incl. masten) | Verdiepingen (bovengronds) | Voltooid                  | Opmerkingen                                      |
| -- | ---------------------- | ---------- | -------------- | -------------------- | --------------------- | -------------------------- | ------------------------- | ------------------------------------------------ |
| 1  | Karlatornet            |            | Göteborg       | 246 m                | 246 m                 | 74                         | 2024                      |                                                  |
| 2  | Turning Torso          |            | Malmö          | 190 m                | 190 m                 | 54                         | 2005                      | Hoogste gebouw van Zweden van 2005-2024          |
| 3  | CityGate               |            | Göteborg       | 144 m                | 144 m                 | 36                         | 2022                      |                                                  |
| 4  | Kista Science Tower    |            | Stockholm      | 124 m                | 156 m                 | 32                         | 2003                      | Hoogste gebouw van Zweden tussen 2003 en 2005    |
| 5  | Scandic Victoria Tower |            | Stockholm      | 117 m                | 117 m                 | 34                         | 2011                      |                                                  |
| 6  | Quality Hotel Friends  |            | Solna          | 90 m                 | 90 m                  | 25                         | 2013                      |                                                  |
| 7  | Skatteskrapan          |            | Stockholm      | 86 m                 | 86 m                  | 26                         | 1959                      | Hoogste gebouw van Zweden tussen 1959 en 2003    |
| 8  | DN-Skrapan             |            | Stockholm      | 84 m                 | 84 m                  | 27                         | 1964                      |                                                  |
| 9  | Kronprinsen            |            | Malmö          | 82 m                 | 82 m                  | 27                         | 1964                      |                                                  |
| 10 | Gothia Crown Tower     |            | Göteborg       | 82 m                 | 82 m                  | 25                         | 1984 (hotel) 2001 (toren) | In 2013 kreeg het gebouw zes nieuwe verdiepingen |
| 11 | Lilla Bommen           |            | Göteborg       | 81 m                 | 86 m                  | 23                         | 1989                      |                                                  |
| 12 | Skrapan                |            | Västerås       | 81 m                 | 93 m                  | 26                         | 1990                      |                                                  |
| 13 | Folksamhuset           |            | Stockholm      | 79 m                 | 79 m                  | 24                         | 1959                      |                                                  |
| 14 | Kvarteret Lusten       |            | Stockholm      | 78 m                 | 78 m                  | 24                         | 2011                      |                                                  |
| 15 | Gothia West Tower      |            | Göteborg       | 77 m                 | 77 m                  | 23                         | 2001                      |                                                  |
| 16 | Söder Torn             |            | Stockholm      | 75 m                 | 86 m                  | 24                         | 1997                      |                                                  |
| 17 | Ideon Gateway          |            | Lund (Skåne)   | 74 m                 | 74 m                  | 19                         | 2013                      |                                                  |
| 18 | Wenner-Gren Center     |            | Stockholm      | 74 m                 | 76 m                  | 25                         | 1961                      |                                                  |
| 19 | Trade Center           |            | Halmstad       | 74 m                 | 74 m                  | 22                         | 1988                      |                                                  |
| 20 | Rica Talk Hotel        |            | Stockholm      | 72 m                 | 72 m                  | 19                         | 2006                      |                                                  |
| 21 | Hötorgshus 1           |            | Stockholm      | 72 m                 | 72 m                  | 19                         | 1960                      |                                                  |
| 22 | Hötorgshus 2           |            | Stockholm      | 72 m                 | 72 m                  | 19                         | 1960                      |                                                  |
| 23 | Hötorgshus 3           |            | Stockholm      | 72 m                 | 72 m                  | 19                         | 1960                      |                                                  |
| 24 | Hötorgshus 4           |            | Stockholm      | 72 m                 | 72 m                  | 19                         | 1960                      |                                                  |
| 25 | Hötorgshus 5           |            | Stockholm      | 72 m                 | 72 m                  | 19                         | 1960                      |                                                  |
| 26 | Scandic Infra City     |            | Upplands Väsby | 70 m                 | 70 m                  | 24                         | 1991                      |                                                  |